# La Bataille des sables
Pour plus de détails, voir Fiche technique et Distribution.
La Bataille des sables (Sword in the Desert) est un film américain réalisé par George Sherman, sorti en 1949.

## Fiche technique
- Titre original : Sword in the Desert
- Titre français : La Bataille des sables
- Réalisation : George Sherman
- Scénario : Robert Buckner
- Photographie : Irving Glassberg
- Montage : Otto Ludwig
- Musique : Frank Skinner
- Société de production : Universal Pictures
- Pays de production : États-Unis
- Format : Noir et blanc - 1,37:1
- Genre : guerre
- Durée : 101 minutes
- Date de sortie : 1949

## Distribution
- Dana Andrews : Mike Dillon
- Märta Torén : Sabra
- Stephen McNally : David Vogel
- Jeff Chandler : Asvan Kurta
- Philip Friend : Lieutenant Ellerton
- Hugh French : Major Sorrell
- Liam Redmond : Jerry McCarthy
- Lowell Gilmore : Major Stephens
- Stanley Logan : Colonel Bruce Evans
- Hayden Rorke :  Capitaine Beaumont
- George Tyne (en) : Dov
- Peter Coe : Tarn
- Paul Marion : Jeno
- Gilchrist Stuart
- Emil Rameau